# Renkloda Ulena
Śliwa domowa 'Renkloda Ulena' – odmiana uprawna (kultywar) śliwy domowej (Prunus domestica L. subsp. italica (Borckh.) Hegi var. claudiana), należąca do grupy o średniowczesnej porze dojrzewania. Odmiana została wyselekcjonowana we Francji jako siewka nieznanego pochodzenia. Popularna w Polsce głównie w uprawie amatorskiej, do Rejestru Odmian prowadzonego przez Centralny Ośrodek Badania Odmian Roślin Uprawnych wpisana w 1990 roku.

## Morfologia
PokrójDrzewo rośnie bardzo silnie, tworząc dużą rozłożystą koronę o bardzo mocnej konstrukcji. W pierwszych latach po posadzeniu tworzy koronę odwrotnie stożkowatą, która później spłaszcza się i rozrasta.
PędyJednoroczne są silne, długie i sztywne, o fioletowym lub bordowym zabarwieniu, pokryte drobnymi, brunatnymi przetchlinkami.
LiścieSztywne, lekko pofałdowane, o szeroko eliptycznym kształcie, ciemnozielone z połyskiem.
OwoceDuże, o przeciętnej masie 45-50 g. Kształt kulisty lub lekko owalny. Szypułka zwykle zielona, dość gruba, średniej długości. Skórka zielonożółta, a u owoców bardzo dojrzałych żółta, a nawet jasnopomarańczowa, pokryta białym nalotem i jasnymi cętkami z czerwonawą obwódką. Miąższ intensywnie żółty z jaśniejszymi żyłkami, o konsystencji galaretowatej, aromatyczny. Pestka dość duża, szerokoeliptyczna, od strony szypułki łagodnie zaokrąglona, a od strony przeciwnej zaostrzona. Dość dobrze oddziela się od miąższu. W pełni dojrzałości owoce chętnie atakowane przez osy.

## Zastosowanie
- Roślina uprawna. Szczepiona na ałyczy w okres owocowania wchodzi dość późno, 4-5 lat po posadzeniu. Szczepiona na podkładkach osłabiających wzrost, np. na siewkach Węgierki Wangenheima, może owocować już w 2-3 roku. Plonuje bardzo obficie, lecz często przemiennie. Jest odmianą samopłodną, czyli nie wymaga zapylenia obcym pyłkiem.
- Kulinaria: Odmiana ceniona ze względu na szerokie zastosowanie owoców. Dostarcza wyśmienitych owoców deserowych do spożycia w stanie świeżym, także chętnie przyrządza się z nich kompoty[2][3] (choć do tego celu najlepsze są owoce niezupełnie dojrzałe). W wielu krajach (np. Niemcy, Francja) można kupić dżemy robione wyłącznie z owoców tej odmiany. W Czechach można także spotkać śliwowicę z Renklody Ulena.

## Uprawa
- Ze względu na silny wzrost powinno się ją uprawiać wyłącznie na podkładkach skarlających. Jest odmianą samopylną i nie wymaga sadzenia zapylaczy.
- Renkloda Ulena jest odmianą średnio wytrzymałą na mróz. Jest średnio wrażliwa na wirusa ospowatości śliw, wywołującego szarkę, i stosunkowo mało podatna na inne choroby. Wyjątkiem jest brunatna zgnilizna drzew pestkowych (monilioza), na którą Renkloda Ulena jest bardzo podatna.
- Zbiór i przechowywanie: W warunkach polskich w zależności od rejonu i typu dojrzałość zbiorczą osiąga od pierwszej połowy sierpnia do początku września. Owoce na ogół dojrzewają bardzo nierównomiernie. Owoce w chłodni można przechować mniej więcej 3 tygodnie.